# Ocotea sericea
Ocotea sericea är en lagerväxtart som beskrevs av Carl Sigismund Kunth. Ocotea sericea ingår i släktet Ocotea och familjen lagerväxter. Inga underarter finns listade i Catalogue of Life.